# Caro Emerald
Esmeralda Caroline van der Leeuw (nascida em 26 de abril de 1981 em Amsterdã), mais conhecida por Caro Emerald, é uma cantora de jazz neerlandesa. Ela estreou em 6 de julho de 2009 com seu single "Back It Up". Seu álbum de estreia Deleted Scenes from the Cutting Room Floor ficou por 30 semanas como número um nas paradas neerlandesas, batendo o recorde anterior estabelecido por Thriller de Michael Jackson por uma semana. O álbum se tornou o mais vendido de 2010 nos Países Baixos, com mais de 200.000 cópias. Em 3 de outubro de 2010, Van der Leeuw foi premiada com o Dutch Music Prize "Edison" como Melhor Artista Feminino. Em 15 de janeiro de 2011, ela ganhou o Popprijs 2010 por maior celebridade pop holandesa de 2010.

## Biografia
Caroline van der Leeuw, nasceu em Amsterdã, Holanda. Ela estudou vocal de jazz no Conservatório de Música de Amsterdã sendo diplomada em 2005.
Van der Leeuw é uma das seis cantoras do Les Elles, um grupo vocal harmônico de Amsterdã, e canta no Philharmonic Funk Foundation, uma orquestra de 44 pessoas. Ela também é back vocal regular na Kinderen voor Kinderen (Crianças para Crianças) festival da canção. Caro ensina canto na escola de canto de Babette Labeij, uma das treinadoras vocais em X-Factor e maestra vocal da Kinderen voor Kinderen.
Como Caro Emerald, ela canta numa combinação de inglês e linguagem própria como descrito em sua canção Back it Up, "Ba dlu dla dlun dloday".

## Carreira musical

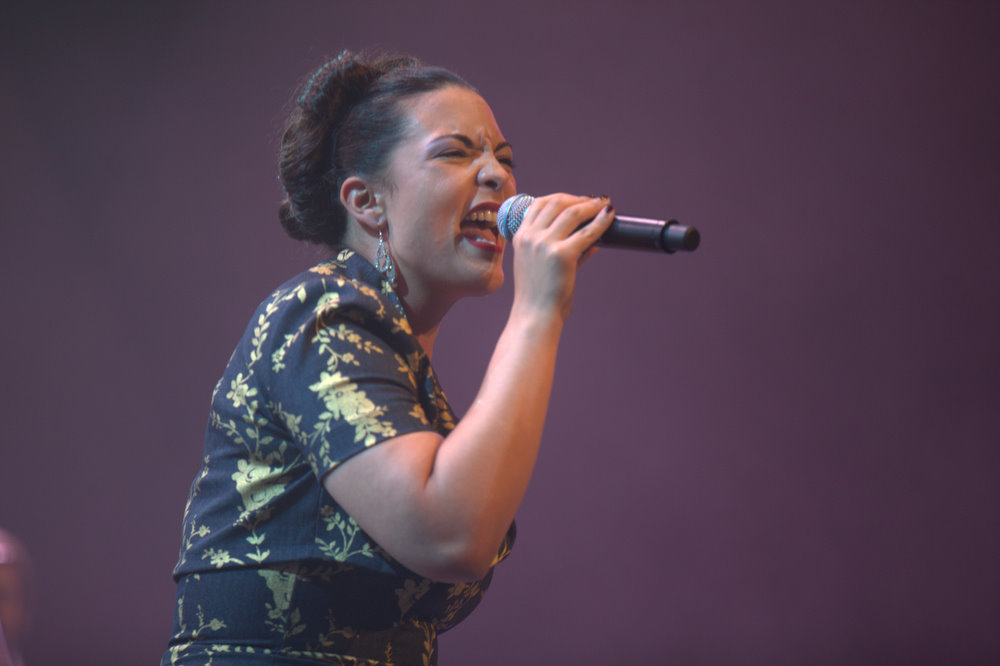
Caro Emerald em 2010, fotografada por Tom Beetz.

Caro Emerald ganhou reconhecimento público com seu single de estreia "Back It Up". O single foi composto inicialmente para um grupo pop japonês, por David Schreurs e Jan van Wieringen, que são produtores holandeses e o compositor canadense Vince Degiorgio, que já havia trabalhado com diversos artistas, incluindo 'N Sync, Atomic Kitten e Aloha from Hell. Van der Leeuw foi assediada para gravar a demo da música e, consecutivamente, acrescentou seu próprio estilo. Em 2008, quando Caro cantou ao vivo no Amsterdam TV channel AT5, a música era desconhecida do público em geral.
"Back It Up" foi lançada oficialmente pela Grandmono Records em 6 de julho de 2009. Esta música foi listada no Top 40 holandês durante 12 semanas e atingiu a 12ª posição nas paradas. Kraak & Smaak fez um remix da canção. "Back It Up" foi a mais tocada pela rádio 3FM em 2009 e Caro recebeu o prêmio  'Schaal van Rigter' por essa conquista.

## Discografia

### Álbum
- Deleted Scenes from the Cutting Room Floor, Data de lançamento: 29 de janeiro de 2010 pela Grandmono Records.

- Live at the Heineken Music Hall, Data de lançamento: 20 de maio de 2011 pela Grandmono Records.

- The Shocking Miss Emerald, Data de lançamento: 3 de maio de 2013 pela Grandmono Records.

### Singles
- "Back It Up" em 2009
- "A Night like This" em 2009
- "That Man" em 2010
- "Stuck" em 2010
- "Riviera Life" em 2011